# إعصار الولايات الثلاث
إعصار الولايات الثلاث إعصار جائحي دمر شمال شرقي ميزوري وجنوب غربي إنديانا وجنوبي إلينوي عبر مناطق ريفية بشكل رئيسي في 18 مارس 1925 وتسبب بمقتل 747 شخصا وجرح 2,298 شخصا وكان أول إعصار قمعي يضرب الولايات المتحدة وتشكل 12 إعصارا قمعي من بينهم 3 أعاصير من الدرجة الأولي و2 من الدرجة الثانية و4 من الدرجة الثالثة و2 من الدرجة الرابعة وإعصارا واحدا من الدرجة الخامسة.